# Kasımpaşa Istanbul
Kasımpaşa Spor Kulübü ist ein türkischer Fußballverein aus Istanbul. Kasımpaşa SK wurde im Jahr 1921 gegründet, ihre Heimspiele tragen die Blau-Weißen im Recep Tayyip Erdoğan Stadı aus. Seit 2012 spielt der Klub in der Süper Lig, der höchsten türkischen Spielklasse. Der Verein spielte in den 1950er, 1960er, 2000er und 2010er Jahren insgesamt elf Spielzeiten in der Süper Lig und befindet sich in deren Ewiger Tabelle auf dem 30. Platz.

## Geschichte

### Vereinsgründung
Als im Jahre 1921 der im gleichnamigen Stadtteil ansässige Altıntuğ Kulübü mit dem Kasımpaşa Terbiye-i Bedeniye Kulübü fusionierte, entstand der heutige Verein. In der Saison 1923/24 begannen die Blau-Weißen bei offiziellen Spielen unter dem Namen Altıntuğ aufzutreten. In der Saison 1924/25, in der der Verein erstmals an der Istanbuler Stadtmeisterschaft teilnehmen wollte, benutzte er nunmehr den heutigen Vereinsnamen Kasımpaşa SK. In dieser Saison stieg man sofort in die 2. Amateurliga ab und nahm erneut den Namen Altıntuğ SK an. Als man in der Saison 1938/39 in die 1. Amateurliga aufstieg, änderte man den Namen erneut. Im Jahre 1942 hieß der Klub schon wieder Kasımpaşa. Der Verein konnte nicht an die Erfolge der Aufstiegssaison anknüpfen und stieg in die 2. Amateurliga ab. Allerdings gelang der Wiederaufstieg in der darauffolgenden Saison.

### Erste Erstligateilnahme
In der Türkei existierte bis zum Frühjahr 1959 keine landesübergreifende Profiliga. Stattdessen existierten in den Ballungszentren wie Istanbul, Ankara und Izmir regionale Ligen, von denen die İstanbul Profesyonel Ligi (dt.: Istanbuler Profiliga) als die renommierteste galt. Kasımpaşa spielte in seinem bisherigen Bestehen als Istanbuler Mannschaft in dieser Istanbuler Profiliga bzw. in der 2. Istanbuler Profiliga. Der türkische Fußballverband entschied zum Februar 1959, die Millî Lig (die heutige Süper Lig) einzuführen. Diese Liga sollte als die erste landesweit ausgelegte Nationalliga der Türkei gegründet werden und die regionalen Ligen in den größeren Ballungszentren, wie z. B. die İstanbul Profesyonel Ligi, als einzige höchste türkische Spielklasse ablösen. Die regionalen Ligen sollten fortan die Rolle der zweithöchsten Liga im türkischen Fußball einnehmen. Zu diesem Zweck sollte die Millî Lig als Liga mit 16 Teilnehmern ausgelegt werden. Acht dieser Teilnehmervereine sollten die Teams stellen, die die ersten acht Tabellenplätze der Istanbuler Fußballliga belegten, vier die Teams, die die Ankara Futbol Ligi (dt.: Fußballliga Ankara) auf den ersten vier Tabellenplätze beendeten und die vier Teams, die die Izmir Futbol Ligi (dt.: Fußballliga Izmir) auf den ersten vier Tabellenplätze beendeten. Nachdem Kasımpaşa die Saison 1958/59 der Istanbuler Profiliga auf dem neunten und damit vorletzten Platz abgeschlossen hatte, verpasste es die Teilnahme an der Millî Lig und damit die Möglichkeit, Gründungsmitglieder dieser nationalen Liga zu werden. Da die Saison 1958/59 der Istanbuler Liga ohne Abstieg ausgetragen wurde, blieb der Verein aber weiterhin in der Istanbuler Profiliga.
Nach der verpassten Erstligateilnahme zum Februar 1959 entschied sich die Vereinsführung, eine Kaderrevision durchzuführen und für die nächste Saison die Teilnahme an der Millî Lig zu sichern. Schließlich wurde die Teilnehmerzahl der Millî Lig in ihrer zweiten Saison, der Saison 1959/60, von 16 auf 20 Mannschaften erhöht. Zwei der neuen Mannschaften kamen aus Istanbul hinzu und die zwei anderen aus Ankara bzw. Izmir. Neben Kasımpaşa wurde Beyoğluspor als zweite Istanbuler Mannschaft in die Millî Lig aufgenommen. Seine erste Erstligasaison beendete Kasımpaşa auf dem 13. Tabellenplatz.

### Rückkehr in den Profifußball (1984–1985)
Nachdem zum Sommer 1980 der türkische Profifußball von bisher drei auf lediglich zwei Profiligen reduziert worden war, wurde 1984 auf Direktive des damaligen Staatspräsidenten Turgut Özal die dritthöchste professionelle Fußballliga, die Türkiye 3. Futbol Ligi, mit heutigem Namen TFF 2. Lig, wieder eingeführt. Darüber hinaus wurde verkündet, dass man nach Erfüllung bestimmter Auflagen und Bedingungen eine Ligateilnahme beantragen könne. Um die Stadtteilentwicklung voranzutreiben, bemühten sich mehrere Lokalnotabeln von Kasımpaşa darum, die Auflagen zu erfüllen. So wurde ein den Auflagen entsprechendes Fußballstadion dem Verein bereitgestellt. Nachdem die Auflagen erfüllt wurden, bestätigte der türkische Fußballverband die Teilnahme. So nahm Kasımpaşa SK in der Spielzeit 1984/85 an der wiedereingeführten 3. Lig teil und kehrte nach sieben Jahren Abstinenz zum türkischen Profifußball zurück. In der ersten Saison belegte der Klub den 15. und vorletzten Tabellenplatz und blieb dank des fehlenden Abstiegs in der Liga.

### Systembedingter Abstieg in die TFF 3. Lig (2000–2001)
Da mit der Saison 2001/02 der türkische Profi-Fußball grundlegenden Änderungen unterzogen werden sollte, wurden bereits in der Spielzeit 2000/01 Vorbereitungen für diese Umstellung unternommen. Bisher bestand der Profifußball in der Türkei aus drei Ligen: Der höchsten Spielklasse, der einspurigen Türkiye 1. Futbol Ligi, der zweitklassigen fünfspurig und in zwei Etappen gespielten Türkiye 2. Futbol Ligi und der drittklassigen und achtgleisig gespielten Türkiye 3. Futbol Ligi. Zur Saison 2001/02 wurde der Profifußball auf vier Profiligen erweitert. Während die Türkiye 1. Futbol Ligi unverändert blieb, wurde die Türkiye 2. Futbol Ligi in die nun zweithöchste Spielklasse, die Türkiye 2. Futbol Ligi A Kategorisi (zu dt.: 2. Fußballliga der Kategorie A der Türkei), und die dritthöchste Spielklasse, die Türkiye 2. Futbol Ligi B Kategorisi (zu dt.: 2. Fußballliga der Kategorie B der Türkei), aufgeteilt. Die nachgeordnete Türkiye 3. Futbol Ligi wurde fortan somit die vierthöchste Spielklasse, die TFF 3. Lig. Jene Mannschaften, die in der Drittligasaison 2000/01 lediglich einen mittleren Tabellenplatz belegten, wurden für die kommende Saison in die neugeschaffene vierthöchste türkische Spielklasse, in die 3. Lig, zugewiesen. Kasımpaşa, welches die Liga auf dem 6. Tabellenplatz beendet hatte, musste so systembedingt in die 3. Lig absteigen.

### Erstligarückkehr nach 44 Jahren (2006–2008)
Kasımpaşa erreichte durch die Drittligameisterschaft der Saison 2005/06 nach achtjähriger Abstinenz wieder die Teilnahme an der 2. türkischen Liga. Bereits in der ersten Zweitligasaison setzte sich die Mannschaft in den Playoffs durch und stand damit als letzter Erstligaaufsteiger fest. Durch diesen Aufstieg nahm der Klub nach 44 Jahren wieder an der Süper Lig, der höchsten türkischen Spielklasse, teil. In der ersten Erstligasaison nach 44 Jahren gelang es dem Verein nicht, sich in der Liga zu etablieren. So rutschte der Verein am 9. Spieltag auf den letzten Tabellenplatz ab und konnte trotz mehrerer Trainerwechsel sich von dieser Platzierung nicht befreien. U. a. trainierte Werner Lorant für zwei Monate die Mannschaft und übergab resigniert sein Amt an Uğur Tütüneker. Auch Tütüneker vollbrachte keinen Kurswechsel und so stieg der Klub bereits nach einer Saison wieder aus der Süper Lig ab.

### Direkter Wiederaufstieg in die Süper Lig (2008–2009)
Trotz des Abstiegs behielt die Vereinsführung Tütüneker als Cheftrainer bei. Nachdem mit Tütüneker gegen Saisonende der Zweitligasaison 2008/09 der direkte Wiederaufstieg in Gefahr geraten war, wurde Tütüneker durch Besim Durmuş ersetzt. Dieser erreichte mit der Mannschaft die Qualifikation für die Play-offs der Liga. Hier setzte sich Kasımpaşa im Finale gegen Karşıyaka SK mit 2:1 nach Verlängerung durch und stieg nach einem Jahr wieder in die Süper Lig auf.

### Abstieg nach zweijähren Süper-Lig-Zugehörigkeit (2009–2011)
In die neue Saison ging der Verein weiterhin mit Besim Durmuş als Trainer. Nachdem aber die Mannschaft wieder relativ früh in die Abstiegszone geraten war, wurde Durmuş durch den erfahrenen und abstiegserprobten Trainer Yılmaz Vural ersetzt. Dieser schaffte die erhoffte Wende. So erzielte die Mannschaft mehrere Überraschungserfolge gegen vermeintlich starke Teams und erreichte frühzeitig den erhofften Klassenerhalt. Zur neuen Saison trennte sich der Verein auf Direktive von Vural von mehreren gestandenen Spielern wie Cenk İşler, Ali Güneş, Koray Avcı, André Moritz, Murat Erdoğan, die alle maßgeblich am Klassenerhalt beteiligt waren. Stattdessen wurden ebenfalls nach den Wünschen von Vural 15 neue Spieler verpflichtet. Die Mannschaft startete sehr schlecht in die Erstligasaison 2010/11 und rutschte bereits am 5. Spieltag auf den letzten Tabellenplatz ab. Trotz dieser Misere hielt der Klub bis zur Winterpause an Vural fest. Anschließend wurde zur Rückrunde Fuat Çapa als Cheftrainer verpflichtet. Dieser Trainer, der den Klub auf dem letzten Tabellenplatz übernommen hatte, sorgte für einen Umschwung. Während der Verein zur Winterpause nur 8 Punkte verbuchen konnte, steigerte sich die Mannschaft in der Rückrunde und holte 15 Punkte. Trotz dieser aufsteigenden Tendenz stieg der Verein als Tabellenletzter in die TFF 1. Lig ab.

### Zweiter direkter Wiederaufstieg in die Süper Lig (2011–2012)
Nach dem zweiten Abstieg binnen vier Jahren wurde der Mannschaftskader nahezu unverändert beibehalten. Lediglich der Weggang von Ersen Martin und Ergün Teber konnte nicht verhindert werden. Als Cheftrainer wurde zum zweiten Mal Uğur Tütüneker eingestellt. Mit diesem Trainer spielte der Klub lange um die Tabellenspitze. Nachdem der Verein allerdings gegen Saisonende mehrere Misserfolge verbuchen musste, erklärte Tütüneker seinen Rücktritt. Er wurde dann durch Metin Diyadin ersetzt. Mit Diyadin qualifizierte die Mannschaft sich zum dritten Mal in der Vereinsgeschichte für die Play-offs der TFF 1. Lig. Im Play-off-Finale setzte sich die Mannschaft gegen Adanaspor durch und erreichte zum dritten Mal in sechs Jahren den Aufstieg in die Süper Lig.

### Erfolgreichste Periode (2012–2014)
Obwohl Kasımpaşa sehr erfolgreich in die Süper-Lig-Saison 2012/13 gestartet war und sich nach dem 5. Spieltag auf dem 2. Tabellenplatz befand, wurde Diyadin entlassen. Als Metin Diyadins Nachfolger verpflichtete man den Georgier Schota Arweladse. Mit diesem beendete der Klub die Saison auf dem 6. Tabellenplatz und erreichte damit die beste Erstligaplatzierung der Vereinsgeschichte. Ähnlich erfolgreich startete die Mannschaft in die Saison 2013/14 und beendete die Hinrunde auf dem 5. Tabellenplatz und stand am Ende der Rückrunde wie in der Vorsaison auf Platz 6.

### Verstoß gegen die UEFA-Financial-Fairplay-Kriterien und verwehrte Europa-League-Teilnahme (2014)
Kasımpaşa spielte in der Saison 2013/14 bis in die letzten Spieltage für eine Europa-League-Platz mit. Am Ende verpasste die Mannschaft zwar die Europe-League-Teilnehme, jedoch wurde mit dem 6. Tabellenplatz die bis dato beste Erstligaplatzierung der Vereinsgeschichte wiederholt.
Für die Europa League qualifizierte sich stattdessen der Tabellenvierte Trabzonspor, der Tabellenfünfte Sivasspor und der Pokalfinalist Eskişehirspor. Da die UEFA die beiden letztgenannten Vereine aufgrund ihrer Verwicklung in den Manipulationsskandal um Fenerbahçe Istanbul im Sommer 2014 für die anstehende Europe-League-Teilnahme sperrte und auch die Revision beider Vereine beim Internationalen Sportgerichtshof (CAS) keine Urteilsänderung gezeigt hatte, kamen die in der Abschlusstabelle nachfolgenden Mannschaften wie Kardemir Karabükspor und Kasımpaşa als Ersatz in Frage.
Kasımpaşa wurde die Europe-League-Teilnahme ebenfalls verwehrt, da der Klub die Financial-Fairplay-Kriterien der UEFA nicht erfüllte. So wurden Karabükspor als Tabellensiebter und Bursaspor als Tabellenachter als die weiteren türkischen Europe-League-Teilnehmer ermittelt.

### Fairplay-Nominierung und Ende der  Arweladse-Ära (2014–2015)
Nach der verwehrten Europe-League-Teilnahme startete Kasımpaşa durchwachsen in die Saison, belegte bis zur Winterpause immer Tabellenplätze in der oberen Tabellenhälfte und beendete die Hinrunde auf dem 9. Tabellenplatz. In die Rückrunde startete der Klub unerwartet schlecht und verlor die zwei ersten Spiele, u. a. auswärts 2:6 gegen Mersin İdman Yurdu. Nachdem auch aus den nächsten zwei Spielen kein Sieg herausgeholt werden konnte, wurde der Cheftrainer Schota Arweladse immer häufiger durch die eigenen Fans zum Rücktritt aufgefordert. Zwar entspannte sich die Situation im Verein nach dem 2:0-Auswärtssieg gegen Gaziantepspor etwas, jedoch spitzte sie sich nach dem 2:2-Heimremis gegen Akhisar Belediyespor wieder zu.
Bei der Ligabegegnung vom 24. Spieltag auswärts gegen Torku Konyaspor ereigneten sich für den Verein zwei wichtige Vorfälle. Bei dieser Begegnung erzielte der Kasımpaşa-Spieler Ryan Donk den 1:0-Führungstreffer für seinen Klub. Zuvor hatten die Konyaspor-Spieler die Partie unterbrochen, nachdem Donks Teamkollege Ryan Babel verletzt auf dem Feld lag. Donk bemerkte dies nicht und stürmte mit dem Ball auf das leere gegnerische Tor und traf. Arweladse forderte unmittelbar nach diesem Tor seine Mannschaft auf, den Weg zum Kasımpaşa-Tor freizumachen. So konnten Konyaspor nach dem Anstoß fern von Gegenwehr ungehindert ausgleichen. Das Spiel entschied Konyaspor mit 2:1 für sich. Nach dem Spiel gab Arweladse seinen Rücktritt bekannt. Er wurde von der Fachpresse aufgrund seiner Fairplay-Geste gelobt und für den Fairplay-Preis vorgeschlagen.

### Neuzeit (2014–)
Nach Arweladses Rücktritt wurde Mitte Mai 2015 dessen Co-Trainer Jan Wouters erst interimsweise und wenig später bis zum Saisonende als neuer Cheftrainer vorgestellt. Da Wouters aber für die kommende Saison bei Feyenoord Rotterdam für den Posten des Co-Trainers zugesagt hatte, entließ Kasımpaşa ihn wenige Tage nach dieser Meldung. Die Klubführung hatte Wouters mit dem Hintergedanken bis zum Saisonende verpflichtet um ihn ggf. nach einer guten Trainerleistung auch über das Saisonende mit ihm weiter zu arbeiten. Da Wouters aber am Saisonende den Verein in jedem Fall verlassen wollte, stellte der Klub bis zum Saisonende Önder Özen als neuen Chefcoach ein. Dieser hatte in den verbleibenden acht Ligaspielen der Saison 2014/15 die Mannschaft betreut und aus diesen acht Spielen, zwei Siege, zwei Unentschieden und vier Niederlagen geholt. Zudem hatte Özen mit dem Saisonende 2014/15 der Vereinsführung einen Report vorgelegt, indem er den Verkauf von 17 Spielern forderte. Nachdem sich Özen und Vereinsführung infolge der Kaderplanungen für die kommende Saison keine gemeinsame Sicht finden konnten, verließ Özen nach gegenseitigem Einvernehmen Kasımpaşa vorzeitig.
Bereits vor dem Saisonende 2014/15 erhielt Kasımpaşa über den türkischen Fußballverband die Mitteilung, dass die UEFA dem Verein im Falle einer Europapokal-Qualifikation erneut aufgrund der undurchsichtigen Finanzlage keine Europapokal-Teilnahme zulassen werde.

## Erfolge
- Play-off-Sieger der TFF 1. Lig: 2006/07, 2008/09, 2011/12
- Aufstieg in die Süper Lig: 2006/07, 2008/09, 2011/12
- Meisterschaft der TFF 2. Lig: 1988/89, 1996/97, 2005/06
- Aufstieg in die TFF 1. Lig: 1988/89, 1996/97, 2005/06
- Meisterschaft der TFF 3. Lig: 2004/05
- Aufstieg in die TFF 2. Lig: 2004/05

## Ligazugehörigkeit
- 1. Liga: 1959–1964, 2007–2008, 2009–2011, seit 2012
- 2. Liga: 1964–1968, 1989–1992, 1997–2000, 2006–2007, 2008–2009, 2011–2012
- 3. Liga: 1968–1978, 1984–1989, 1992–1997, 2000–2001, 2005–2006
- 4. Liga: 2001–2005
- Amateurligen: 1978–1984

## Kader der Saison 2024/25
- Letzte Aktualisierung: Saisonende 2024/25[22][23]

| Nr.        | Nat.                    | Name                | Geburtstag    | im Verein seit | Vertrag bis |
| Tor        | Tor                     | Tor                 | Tor           | Tor            | Tor         |
| ---------- | ----------------------- | ------------------- | ------------- | -------------- | ----------- |
| 01         | Griechenland            | Andreas Gianniotis  | 18. Dez. 1992 | 2023           | 2027        |
| 25         | Turkei                  | Ali Emre Yanar      | 15. Mai 1998  | 2023           | 2026        |
| 38         | Turkei                  | Sinan Bolat         | 3. Sep. 1988  | 2025           | 2025        |
| 61         | Turkei                  | Ege Albayrak        | 20. Aug. 2007 | 2024           |             |
| 98         | Turkei                  | Şant Kazancı        | 18. Dez. 2008 | 2024           | 2026        |
| Abwehr     |                         |                     |               |                |             |
| 02         | Brasilien               | Cláudio Winck       | 15. Apr. 1994 | 2023           | 2027        |
| 05         | Turkei                  | Sadık Çiftpınar     | 1. Jan. 1993  | 2022           | 2025        |
| 13         | Turkei                  | Adnan Aktaş         | 10. Nov. 2006 | 2023           | 2026        |
| 14         | Ecuador                 | Jhon Espinoza       | 24. Feb. 1999 | 2024           | 2026        |
| 20         | Ghana                   | Nicholas Opoku      | 11. Aug. 1997 | 2024           | 2026        |
| 29         | Turkei                  | Taylan Utku Aydın   | 10. Feb. 2006 | 2023           | 2029        |
| 47         | Turkei                  | Berkay Muratoğlu    | 2. Jan. 2008  | 2025           | 2027        |
| 55         | Turkei                  | Yunus Atakaya       | 27. Apr. 2004 | 2024           | 2027        |
| 58         | Turkei                  | Yasin Özcan         | 20. Apr. 2006 | 2022           | 2029        |
| 77         | Portugal                | Kévin Rodrigues     | 5. März 1994  | 2024           | 2025        |
| 91         | Polen                   | Kamil Piątkowski    | 21. Juni 2000 | 2025           | 2025        |
| Mittelfeld |                         |                     |               |                |             |
| 06         | Turkei                  | Gökhan Gül          | 17. Juli 1998 | 2023           | 2025        |
| 08         | Portugal                | Carlos Miguel Dias  | 26. Feb. 1993 | 2024           | 2026        |
| 10         | Bosnien und Herzegowina | Haris Hajradinović  | 18. Feb. 1994 | 2019           | 2026        |
| 11         | Osterreich              | Can Keles           | 2. Sep. 2001  | 2025           | 2025        |
| 15         | Turkei                  | Yaman Suakar        | 25. Feb. 2009 | 2024           |             |
| 22         | Turkei                  | Yusuf İnci          | 1. Feb. 2005  | 2025           | 2025        |
| 35         | Turkei                  | Aytaç Kara          | 23. März 1993 | 2022           | 2025        |
| 42         | Turkei                  | Emirhan Yiğit       | 30. Apr. 2006 | 2023           | 2025        |
| 54         | Turkei                  | Atakan Müjde        | 15. Okt. 2003 | 2025           | 2027        |
| 72         | Tschechien              | Antonín Barák       | 3. Dez. 1994  | 2024           | 2025        |
| Sturm      |                         |                     |               |                |             |
| 07         | Senegal                 | Mamadou Fall        | 31. Dez. 1991 | 2022           | 2027        |
| 09         | Kroatien                | Josip Brekalo       | 23. Juni 1998 | 2024           | 2025        |
| 12         | Tunesien                | Mortadha Ben Ouanes | 2. Juli 1994  | 2021           | 2027        |
| 18         | Kap Verde               | Nuno da Costa       | 10. Jan. 1991 | 2023           | 2025        |
| 23         | Turkei                  | Sinan Alkaş         | 7. Nov. 2006  | 2024           | 2025        |
| 99         | Turkei                  | Berk Can Yıldızlı   | 19. Juni 2005 | 2025           |             |

## Rekordspieler
| Rang                  | Name             | Einsätze | Zeitraum   |
| --------------------- | ---------------- | -------- | ---------- |
| 01.                   | Ahmet Deniz      | 144      | 1959–1964  |
| 02.                   | Adem Büyük       | 140      | 2012–2018  |
| 03.                   | Veysel Sarı      | 133      | 2014–2020  |
| 04.                   | André Castro     | 132      | 2013–2017  |
| 05.                   | Ramazan Köse     | 129      | 2015- 0000 |
| 05.                   | Sancak Kaplan    | 129      | 2009–2015  |
| 07.                   | Strachil Popow   | 125      | 2015–2020  |
| 08.                   | Olivier Veigneau | 122      | 2015–2020  |
| 09.                   | David Pavelka    | 108      | 2012–2020  |
| 10.                   | Loret Sadiku     | 106      | 2016-0000  |
| 11.                   | Tunay Torun      | 103      | 2013–2017  |
| Stand: 1. Januar 2021 |                  |          |            |

| Rang                  | Name               | Tor | Einsätze | Tor/Spiel |
| --------------------- | ------------------ | --- | -------- | --------- |
| 01.                   | Oscar Scarione     | 40  | 094      | 0,43      |
| 02.                   | Mbaye Diagne       | 32  | 034      | 0,94      |
| 03.                   | Adem Büyük         | 29  | 140      | 0,21      |
| 04.                   | Bengali-Fodé Koita | 27  | 096      | 0,28      |
| 05.                   | Yılmaz Öztürk      | 22  | 091      | 0,24      |
| 06.                   | Trezeguet          | 21  | 057      | 0,37      |
| 07.                   | Kalu Uche          | 19  | 034      | 0,56      |
| 07.                   | André Castro       | 19  | 132      | 0,14      |
| 09.                   | Samuel Eduok       | 16  | 077      | 0,56      |
| 10.                   | Eren Derdiyok      | 15  | 038      | 0,39      |
| Stand: 1. Januar 2021 |                    |     |          |           |

## Ehemalige bekannte Spieler
| - Murat Akın - Fatih Akyel - Abdullah Avcı - Koray Avcı - Yalçın Ayhan - Ryan Babel - Barbaros Barut - Faruk Bayar - Gustave Bebbe - Ali Bilgin - Adem Büyük - Cihat Arslan - André Castro - Besim Durmuş - Fabian Ernst - Sertan Eser - Faruk Atalay | - Ali Güneş - Gökhan Güleç - Hasan Özer - Andreas Isaksson - Cenk İşler - Tamer Kaptan - Azar Karadaş - Hüseyin Kartal - Mertol Karatay - Christian Keller - İbrahim Köseoğlu - Doğan Küçükduru - Yekta Kurtuluş | - Ersen Martin - André Moritz - Murat Erdoğan - Necmi Onarıcı - Fernando Varela - Fehmi Sağınoğlu - Yasin Sülün - Razundara Tjikuzu - Emre Toraman - Hüseyin Yoğurtçu - Mustafa Yürür - Çetin Zeybek |

## Ehemalige Trainer (Auswahl)
| - Eşref Bilgiç (September 1953 – Juni 1956) - Mehmet Reşat Nayır (Juni 1956 – Juni 1957) - Cihat Arman (Juli 1957 – Oktober 1959) - Recep Adanır 1 (November 1959 – Februar 1960) - Rebii Erkal (Februar 1960 – Dezember 1960) - Burhan Sümersan (Januar 1961 – Mai 1961) - Renato Vignolini (August 1961 – Juni 1963) - Esat Kaner (August 1963 – Januar 1964) - Renato Vignolini (Januar 1964 – Mai 1964) - Unbekannt (August 1964–1972) - Fehmi Sağınoğlu (1972) - Unbekannt (1972 – Juni 1988) - Cihat Erbil (Juni 1988 – Mai 1989) - Ali Yavaş (Juni 1989 – Oktober 1989) - Unbekannt ( Oktober 1989 – September 1992) - Nail Çetin Noyan (September 1992 – Februar 1993) - Ömer Gülen (Februar 1993 – Mai 1994) - Unbekannt (August 1994 – Februar 1995) - Nevruz Şerif (Februar 1995 – Mai 1995) - İsmail Demiriz (August 1995 – Mai 1996) - Mehmet Şansal (Juni 1996 – Mai 1998) - Ergun Ortakçı (Juni 1998 – Januar 1999) - Mehmet Şansal (Januar 1999 – Dezember 1999) - Nevruz Şerif (Dezember 1999 – Mai 2000) - Ethem Adlığ (August 2000 – November 2000) - Unbekannt (November 2000 – Mai 2002) - İlhami Şarkan (August 2002 – Februar 2003) | - Unbekannt (Februar 2003 – Oktober 2003) - Hasan Vezir (Oktober 2003 – März 2004) - Unbekannt (März 2004 – Januar 2005) - Akif Başaran (Januar 2005 – März 2005) - Abdülkerim Durmaz (März 2005 – Dezember 2005) - Unbekannt (Dezember 2005 – Mai 2006) - Akif Başaran (August 2006 – März 2007) - Kadir Özcan (März 2007 – Oktober 2007) - Serdar Dayat 3 (Oktober 2007) - Werner Lorant (Oktober 2007 – Dezember 2007) - Cihat Arslan 3 , 4 (Dezember 2007) - Uğur Tütüneker (Dezember 2007 – März 2009) - Besim Durmuş (März 2009 – September 2009) - Yılmaz Vural (September 2009 – Januar 2011) - Fuat Çapa (Januar 2011 – Mai 2011) - Uğur Tütüneker (August 2011 – März 2012) - Metin Diyadin (März 2012 – September 2012) - Schota Arweladse (September 2012 – März 2015) - Jan Wouters (März 2015 – April 2015) - Önder Özen (April 2015 – Juni 2015) - Rıza Çalımbay (August 2015 – September 2016) - Kemal Özdeş (September 2016 – Oktober 2018) - Mustaf Denizli (Oktober 2018 – Mai 2019) - Ilyas Öztürk (Mai 2019) - Kemal Özdeş (Juli 2019 – Dezember 2019 ) - Tayfur Havutçu (Dezember 2019 – Januar 2020) - Fuat Çapa (Februar 2020 – ) |

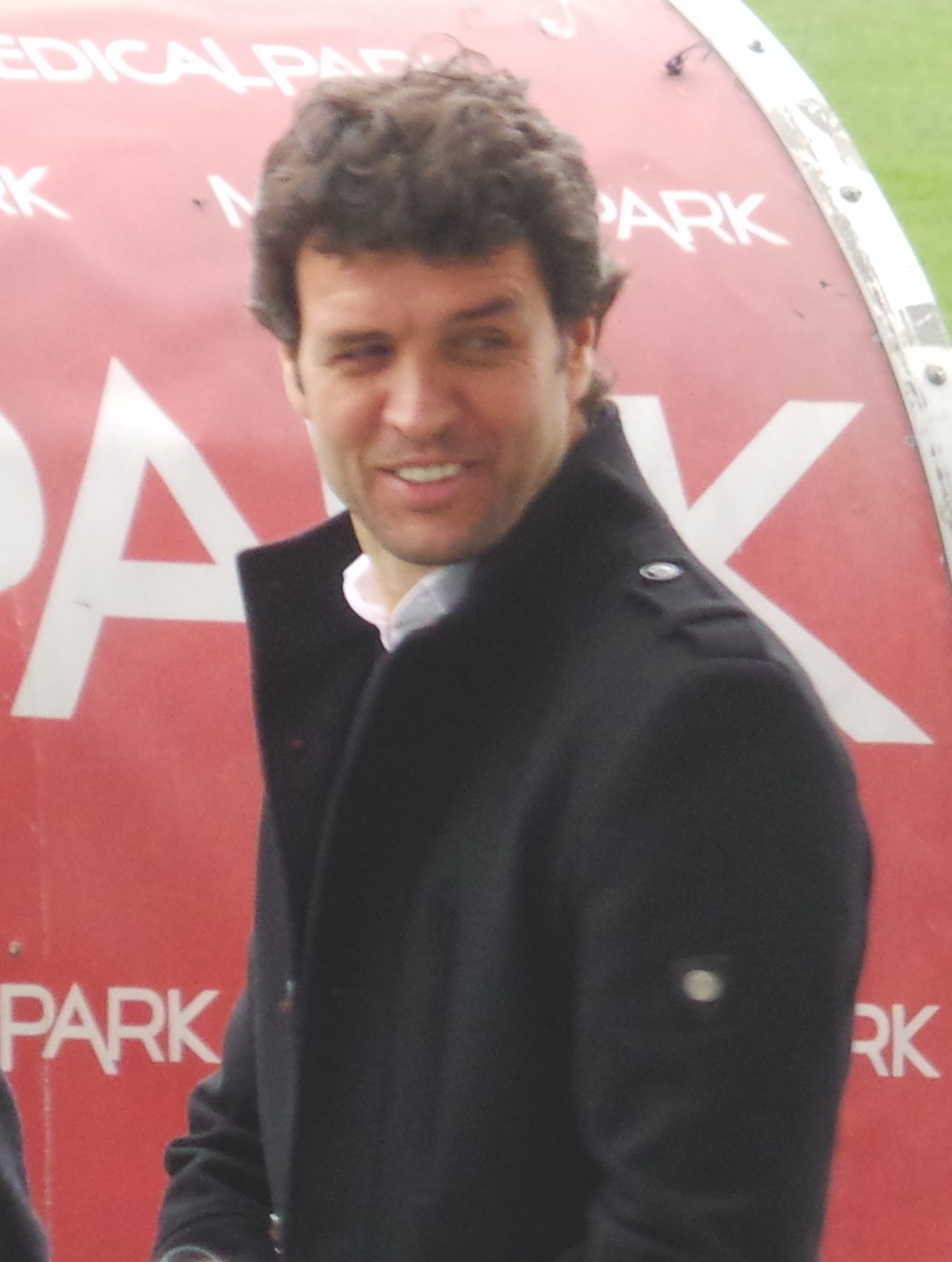
Cihat Arslan
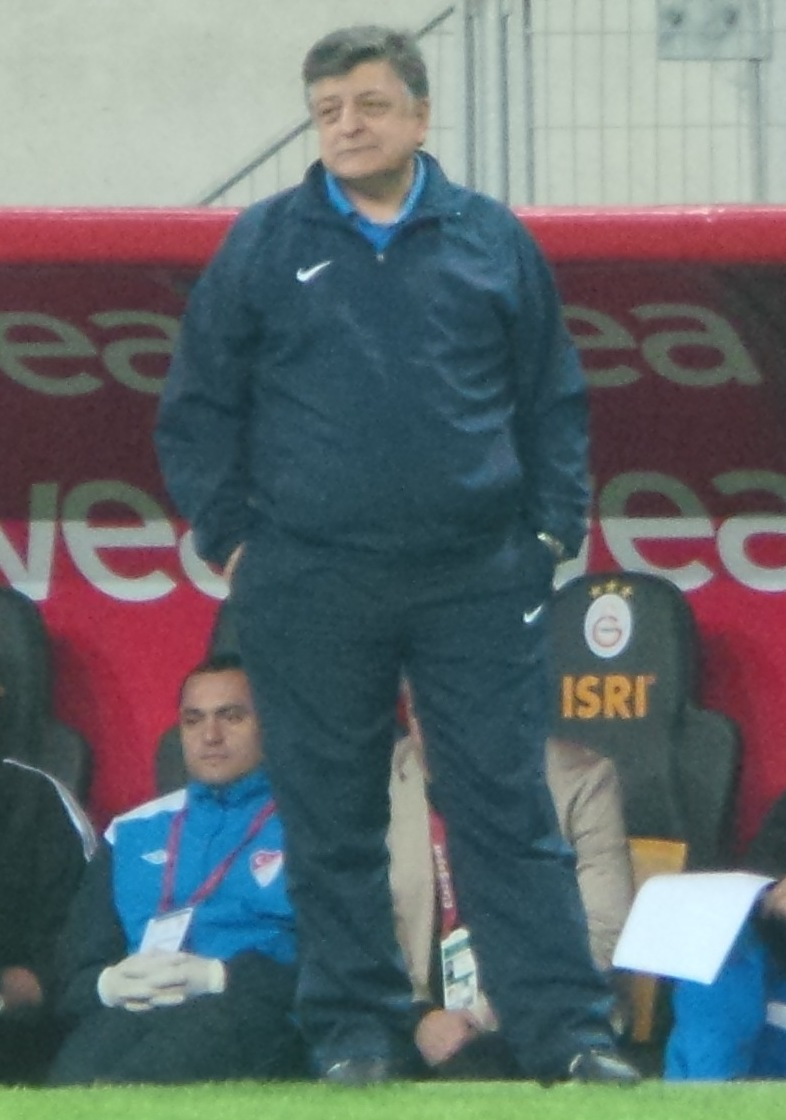
Yılmaz Vural
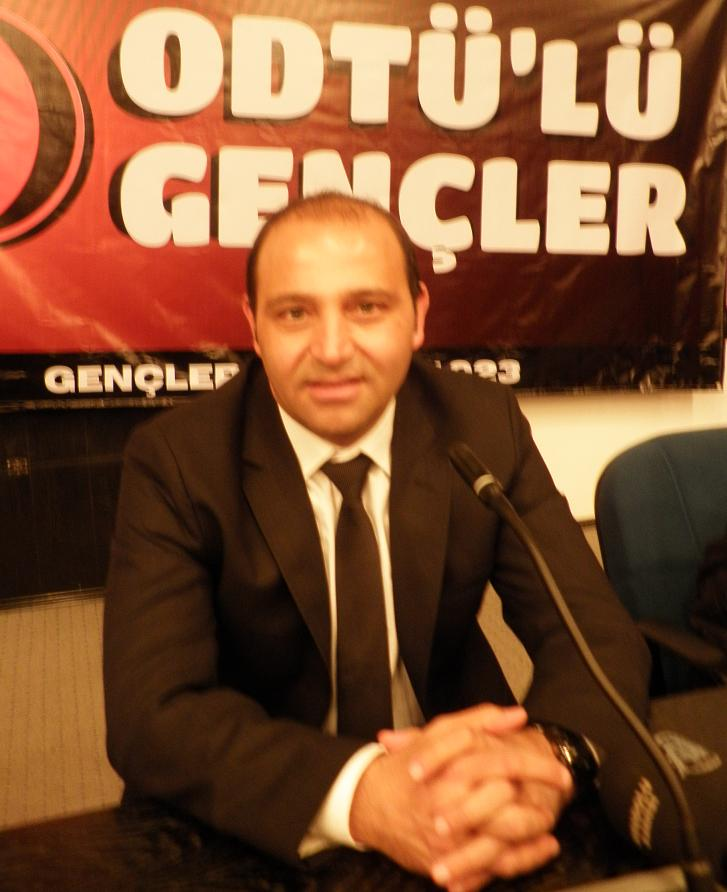
Fuat Çapa
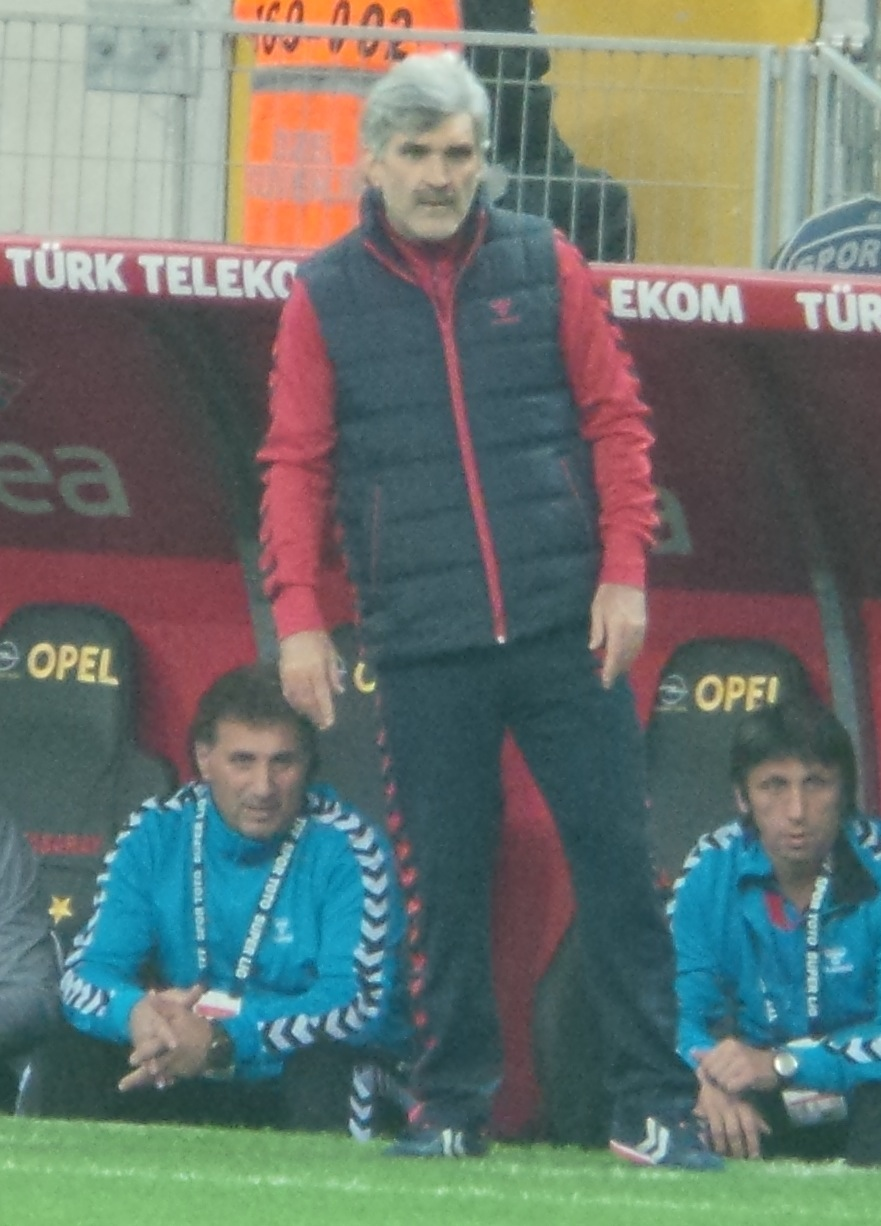
Uğur Tütüneker
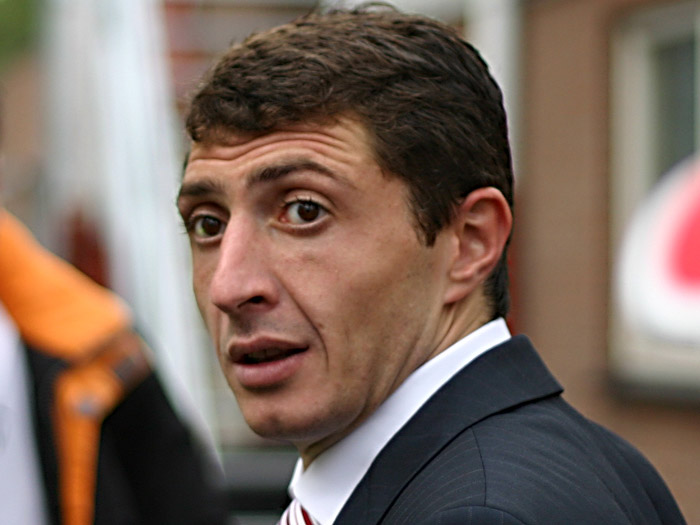
Schota Arweladse
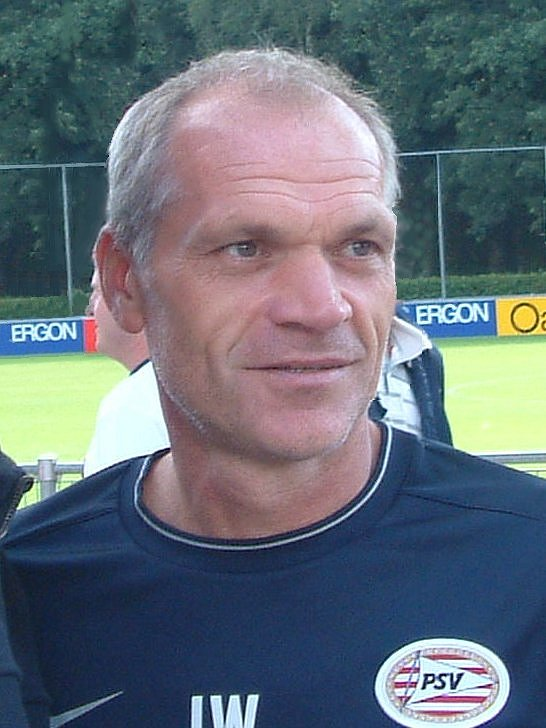
Jan Wouters

## Präsidenten (Auswahl)
- Zafer Yıldırım
- Turgay Ciner